# Nejvyšší úspěšnost zákroků Deutsche Eishockey Liga
Nejvyšší úspěšnost zákroků je každoročně udělovaná trofej pro hráče s nejvyšší úspěšnosti zákroků v základní části sezóny Deutsche Eishockey Liga.

## Přehled vítězů
| Sezóna                      | Vítěz                             | %    |
| --------------------------- | --------------------------------- | ---- |
| 1999/2000                   | Andrew Verner                     |      |
| 2000/2001                   | Sinuhe Wallinheimo                |      |
| 2006/2007                   | Adam Hauser                       |      |
| 2009/2010                   | Jean-Sébastien Aubin Travis Scott | 92,2 |
| 2010/2011                   | Daniar Dshunussow                 | 93,4 |
| 2011/2012                   | Jochen Reimer                     | 93,3 |
| 2012/2013                   | Danny aus den Birken              | 92,9 |
| 2013/2014                   | Sebastian Vogl                    | 93,7 |
| 2014/2015                   | Felix Brückmann                   | 92,8 |
| 2015/2016                   | Chet Pickard                      | 93,2 |
| 2016/2017                   | Andreas Jenike                    | 93,3 |
| 2017/2018                   | Niklas Treutle                    | 94,4 |
| 2018/2019                   |                                   |      |
| 2019/2020                   |                                   |      |
| Zdroj na eliteprospects.com |                                   |      |